# Contea di Latimer
La contea di Latimer (in inglese Latimer County) è una contea dello Stato dell'Oklahoma, negli Stati Uniti. La popolazione al censimento del 2000 era di 10 692 abitanti. Il capoluogo di contea è Wilburton.